# Lejeunea apiculata
Lejeunea apiculata là một loài Rêu trong họ Lejeuneaceae. Loài này được (Gottsche) Stephani mô tả khoa học đầu tiên năm 1892.